# Blonee/Negba
Blonee/Negba är en klan i Liberia.   Den ligger i regionen River Cess County, i den södra delen av landet, 180 km sydost om huvudstaden Monrovia.